# 上海东亚研究所
上海东亚研究所位于中国上海市汉中路158号汉中广场7层701-703，是“专门从事东亚问题研究的民间学术机构”。

## 简介
上海东亚研究所于1995年11月成立，专门研究东亚问题，研究领域重点为台湾、香港、澳门问题，并扩散至中国、日本、美国关系问题。
上海东亚研究所的内部刊物为《东亚动态》、《东亚专报》，并和香港《中国评论》合作。同时，上海东亚研究所还赞助出版《东亚丛书》。

## 历任所长
上海东亚研究所的历任所长为：
- 章念驰（1997年－）[2]